# Dominique Maltais
Dominique Maltais (Charlevoix, Quebec, 9 de novembro de 1980) é uma snowboarder canadense. Maltais foi medalhista de bronze do snowboard cross nos Jogos Olímpicos de Inverno de 2006 em Turim.